# Чемпионат мира по футболу 1930
Чемпионат мира по футболу 1930 года (сокр. ЧМ-1930, англ. 1930 FIFA World Cup, исп. Copa Mundial de Fútbol de 1930) — первый чемпионат мира среди национальных футбольных сборных, самостоятельно организованный Международной федерацией футбола. Турнир прошёл в Уругвае с 13 по 30 июля 1930 года. Решение о проведении первого чемпионата мира было принято ФИФА 26 мая 1928 года, а 18 мая 1929 года Уругвай был выбран на голосовании в качестве страны-хозяйки. Все матчи первого чемпионата мира прошли в уругвайской столице Монтевидео, где в условиях сложной экономической ситуации был построен стадион «Сентенарио» на 90 тысяч зрителей.
На турнир были приглашены все страны — члены ФИФА, однако в Уругвай приехали всего 13 сборных: семь из Южной Америки, четыре — из Европы и две — из Северной Америки. Такое малое количество европейских команд объясняется трудностями путешествия до Южной Америки в первой половине XX века. По результатам жеребьёвки команды были разделены на четыре группы, победители которых выходили в плей-офф, где разыгрывали медали по олимпийской системе. Первые два матча в истории чемпионатов мира начались в одно и то же время. В них Франция и США победили Мексику 4:1 и Бельгию 3:0 соответственно. Француз Люсьен Лоран забил первый гол в истории чемпионатов мира.
Сборная страны-хозяйки перед турниром считалась сильнейшей в мире, так как выиграла футбольные турниры на летних Олимпиадах 1924 и 1928 годов. Именно она и выиграла чемпионат мира: в полуфиналах Уругвай победил команду Югославии, а Аргентина одолела сборную США. В финале уругвайцы, проигрывая в счёте после первого тайма, одержали итоговую победу со счётом 4:2 на глазах у 68 тысяч зрителей и стали первыми обладателями Кубка мира.

## Предыстория

### Принятие решения о проведении ЧМ по футболу

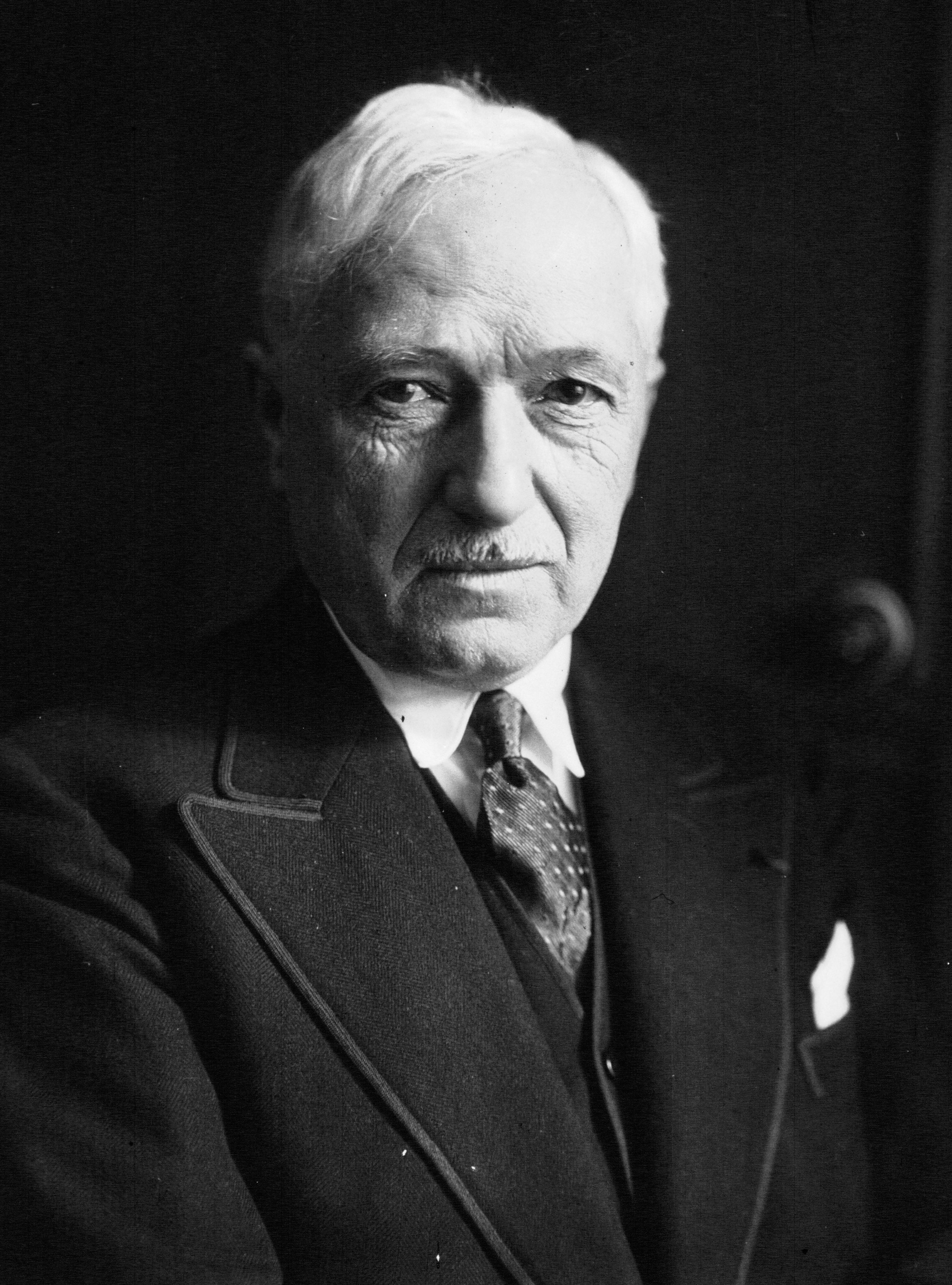
Президент ФИФА Жюль Риме

Первый международный футбольный матч состоялся в Глазго в 1872 году между сборными Шотландии и Англии и завершился нулевой ничьей. Первый международный турнир (первый розыгрыш Домашнего чемпионата Великобритании) состоялся в 1884 году. Поскольку популярность футбола на рубеже XIX—XX веков стремительно и повсеместно росла, Международный олимпийский комитет (МОК) решил включить этот вид спорта как показательный (без вручения медалей) на летних Олимпийских играх 1900 и 1904 годов. Также показательные соревнования по футболу прошли на непризнанных МОК играх 1906 года.
После появления в 1904 году ФИФА имели место попытки провести футбольный турнир мирового масштаба за рамками Олимпийских игр. Турнир должен был пройти в Швейцарии в 1906 году, но, согласно официальной истории ФИФА, соревнования были отменены. На Олимпийских играх 1908 года, проходивших в Лондоне, футбол вошёл в список официальных видов спорта. Великобритания, представленная любительской сборной Англии, выиграла золотые медали турнира. Британцы снова добились этого успеха на следующих играх, прошедших в Стокгольме.
Поскольку в играх принимали участие только любители, сэр Томас Липтон организовал розыгрыш именного трофея, который состоялся в Турине в 1909 году. В этом турнире приняли участие профессиональные клубы из разных стран (по одному клубу от каждой). Турнир иногда называли «Первым чемпионатом мира», так как сюда приехали клубы из Италии, Швейцарии и Германии. Однако Футбольная ассоциация Англии проигнорировала турнир и не отправила на него свою профессиональную команду. В ответ на этот отказ Липтон пригласил выступать от Англии команду «Вест Окленд», состоящую из любителей графства Дарем. «Вест Окленд» выиграл этот турнир и успешно защитил свой титул в 1911 году.
В 1910 году в Буэнос-Айресе состоялся первый за пределами Европы международный турнир с участием более чем двух сборных — Кубок Столетия Майской революции. В нём сыграли сборные Аргентины, Уругвая и Чили. Победу одержала аргентинская команда, которая в значительной степени состояла из выходцев с Британских островов. Этот кубок стал предшественником чемпионатов Южной Америки (ныне — Кубок Америки), первый розыгрыш которого состоялся в 1916 году.
В 1914 году ФИФА согласилась признать олимпийский турнир «чемпионатом мира по футболу для любителей» и взяла на себя ответственность за проведение турнира. Это поспособствовало организации первого межконтинентального соревнования по футболу. На олимпийском турнире 1920 года наряду с 13 европейскими сборными выступила сборная Египта, а турнир выиграла сборная Бельгии. Однако ФИФА признала первым чемпионатом мира лишь олимпийский турнир 1924 года, который выиграла сборная Уругвая. В 1928 году уругвайцы защитили свой титул.
Из-за ажиотажа, вызванного проведением футбольных олимпийских турниров, ФИФА, которой с 1921 года руководил президент Жюль Риме, снова решила провести турнир мирового масштаба за рамками Олимпиад. 26 мая 1928 года, в день начала футбольного олимпийского турнира, на конгрессе ФИФА в Амстердаме, двадцатью пятью голосами «за» и пятью «против» (все скандинавские страны) при одном воздержавшемся (Германия), было решено провести турнир под своей эгидой в 1930 году. Такому решению поспособствовал конфликт между МОК и ФИФА относительно статуса игроков, которые принимают участие на турнире. Риме был сторонником допуска профессиональных спортсменов, что противоречило существовавшему в то время запрету на участие на Олимпийских играх профессионалов.

### Выбор хозяина турнира
Заявки на проведение первого Кубка мира по футболу подали Италия, Швеция, Испания, Нидерланды и Уругвай. Фаворитом в голосовании был Уругвай, чья сборная уже выиграла два Олимпийских футбольных турнира и чья заявка включала в себя постройку большого стадиона. Уругвайские чиновники дали обязательство возмещать расходы участников во время турнира. Все остальные страны снялись с голосования, и на конгрессе ФИФА в Барселоне 18 мая 1929 года Уругвай был безоговорочно выбран местом проведения первого чемпионата мира.

### Трофей турнира
Трофей чемпионата мира, который известен под названием «Богиня Победы», был создан по эскизам французского скульптора Абеля Лафлёра. Кубок (высота — 35 см, масса — 3,8 кг) был изготовлен из позолоченного серебра 925-й пробы с основанием из лазурита. Он представлял собой восьмиугольную чашу, поддерживаемую крылатой фигурой, изображающей Нику, древнегреческую богиню победы.

## Участники

### Сборные

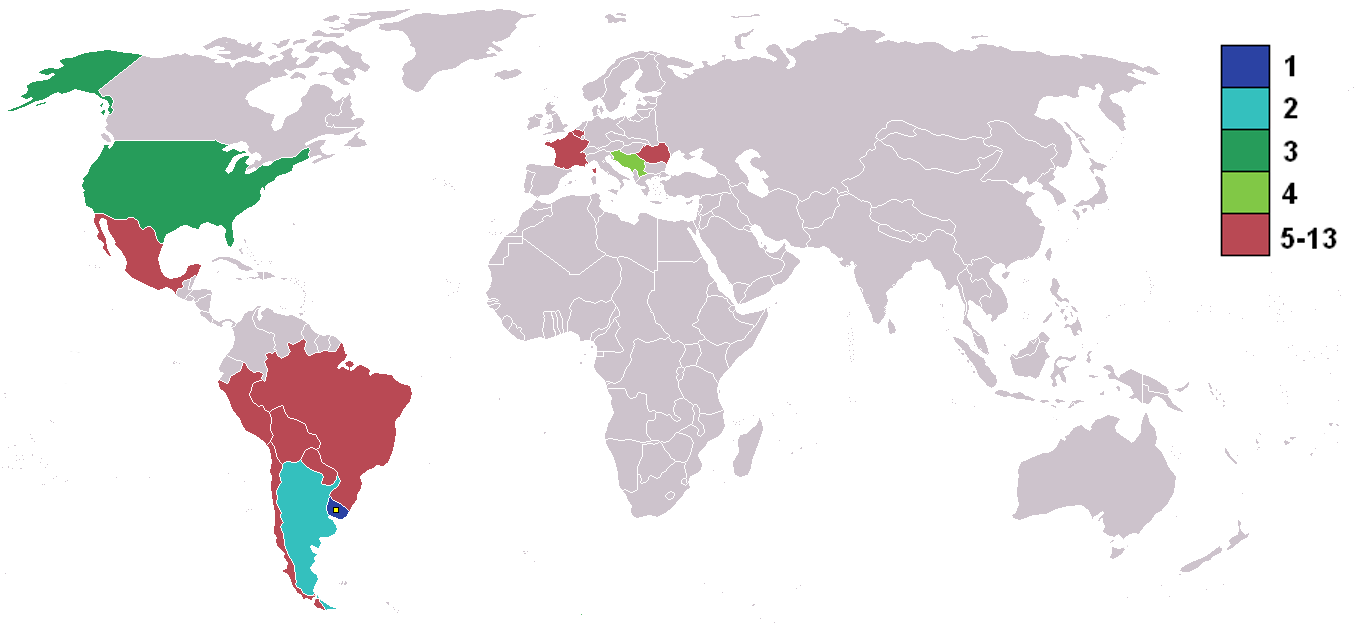
Страны-участницы Чемпионата мира по футболу 1930 года и занятые ими места.

Первый чемпионат мира был единственным, на который не проводилась квалификация. Каждая страна, состоявшая в ФИФА, была приглашена на турнир, и сборные должны были дать согласие на участие в нём до 28 февраля 1930 года. Большинство команд, давших согласие, представляли Америку: это Аргентина, Бразилия, Боливия, Чили, Мексика, Парагвай, Перу и США. С учётом сборной Уругвая, выступавшей на правах хозяев, выступило семь южноамериканских и две североамериканские команды.
Из-за очень долгого и дорогого путешествия через Атлантический океан, осуществлявшегося только на корабле, Европа представила на чемпионате только четыре команды, но ни одна из европейских команд не дала согласие на участие до 28 февраля в связи с тем, что разгар мирового экономического кризиса выпал на зиму 1929/1930 годов. Для привлечения европейских сборных Футбольная ассоциация Уругвая отправила письмо Футбольной ассоциации Англии, несмотря на то, что так называемые «Домашние нации» (к таким относятся сборные Англии, Шотландии, Уэльса и Северной Ирландии) не были членами ФИФА на тот момент. Предложение было отвергнуто на комитете английской ассоциации 18 ноября 1929 года. За два месяца до начала турнира ни одна из европейских команд официально не согласилась на участие в турнире.
Только после вмешательства президента ФИФА Жюля Риме четыре команды из Европы согласились совершить далёкое путешествие через море: сборные Бельгии, Франции, Румынии и Югославии. Сборную Румынии возглавлял Константин Рэдулеску (ему предстояло также отсудить несколько встреч будущего чемпионата мира), а одним из ключевых игроков был Рудольф Ветцер. Команда отправилась на соревнования после настоятельной просьбы недавно избранного короля Кароля II. Он лично выбирал состав и договорился с представителями высших футбольных чинов Румынии, чтобы за игроками остались их рабочие места по возвращении домой. Французы отправились на турнир лишь после требования Жюля Риме, но не смогли убедить поехать в Уругвай ни звёздного защитника сборной «трёхцветных» Манюэля Анатоля, ни главного тренера Гастона Барро. Бельгийцы поехали на турнир под руководством тренера Рудольфа-Вильяма Селдрейерса.
Мы плыли 15 дней на корабле «Конте Верде». Мы отплыли из Вильфранш-сюр-Мера в компании бельгийцев и румын. Мы проводили тренировки внизу на палубе. Тренер никогда не говорил о тактике вообще…

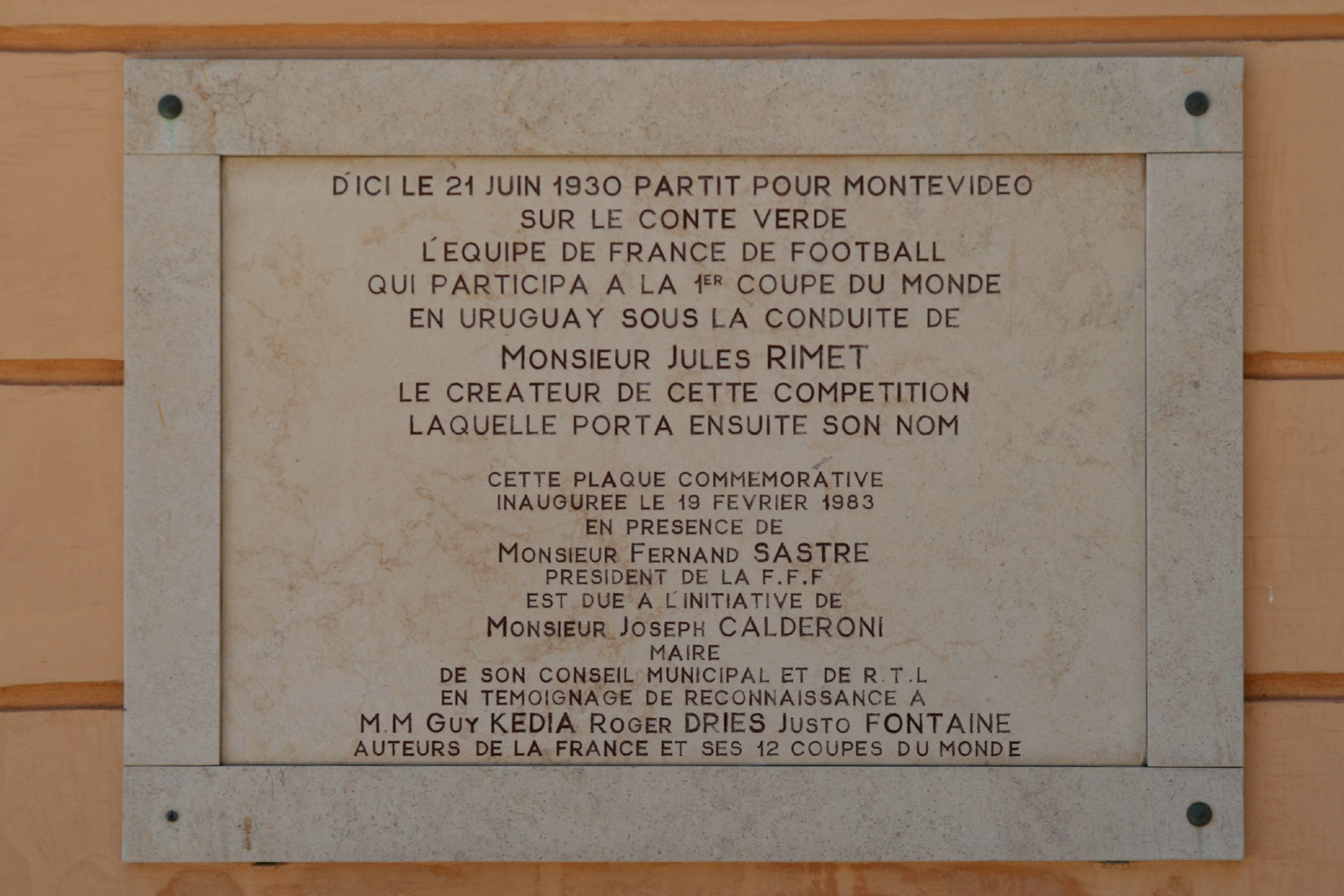
Имена игроков сборной Франции на мемориальной доске в порту Вильфранш-сюр-Мер

Румыны сели на корабль «Конте Верде» в Генуе, французы присоединились к ним в Вильфранш-сюр-Мере 21 июня 1930 года. Также в Барселоне на этот же корабль сели бельгийцы. На «Конте Верде», перевозившем и трофей чемпионата мира, также находились Жюль Риме и трое судей: бельгийцы Джон Лангенус и Анри Кристоф и парижанин английского происхождения Тома Бальве. 29 июня во время остановки в Рио-де-Жанейро на «Конте Верде» села бразильская команда. Все эти сборные прибыли в Уругвай 4 июля, а югославы доплыли до Уругвая на корабле «Флорида», вышедшем из Марселя.
В Югославии сомневались в целесообразности участия сборной на этом турнире. После объявления 16 марта хорватскими игроками бойкота национальной команды из-за переноса штаб-квартиры национальной футбольной федерации из Загреба в Белград король Александр I отказался финансировать сборную, однако представители белградской футбольной ассоциации нашли решение. Они решили собрать сборную только местных (сербских) звёздных игроков, в первую очередь из клубов БСК и «Югославия», а также пригласили трёх сербских игроков, выступавших во Франции (в их числе был Иван Бек). Таким образом, сборная Югославии была представлена исключительно сербскими игроками, главными звёздами которой стали Благое Марьянович и Александр Тирнанич из БСК. Эта команда была самой молодой на турнире, её средний возраст составил 21 год 258 дней, но именно она добилась высшего результата в истории участия Югославии и Сербии на чемпионатах мира — 4-го места.
Похожие проблемы возникли и у сборной Бразилии. В стране ещё не было единого чемпионата, и лучшие клубы выявлялись в первенствах штатов. Конфликт между федерациями футбола Рио-де-Жанейро и Сан-Паулу привёл к тому, что сборная Бразилии была сформирована почти исключительно из представителей клубов Рио — кариок. Ассоциация атлетического спорта штата Сан-Паулу (АПЕА; организовывала футбольный чемпионат в штате до 1936 года) потребовала от КБР (Бразильская спортивная конфедерация) включения в состав технической комиссии сборной своего представителя, но, поскольку КБР не согласилась, АПЕА отказалась отпустить своих игроков на турнир, и единственным представителем клубов из штата Сан-Паулу стал Аракен Патуска из «Сантоса», который, впрочем, был заявлен как игрок «без клуба».
| Аргентина | Чили | Франция | Мексика |  | Бразилия | Боливия | Югославия |

| Перу | Румыния | Уругвай |  | Бельгия | США | Парагвай |

### Игроки
| Кол-во игроков | Клуб          |
| -------------- | ------------- |
| 9              | Альянса Лима  |
| 9              | Университарио |
| 8              | Коло-Коло     |
| 8              | Насьональ     |
| 8              | БСК           |
| 7              | Атланте       |
| 5              | Оруро Рояль   |
| 5              | Флуминенсе    |
| 5              | Расинг        |
| 5              | Америка       |
| 5              | Либертад      |
| 5              | Олимпия       |
| 5              | Пеньяроль     |

На момент формирования составов ещё не существовало определённых требований к количеству игроков. В результате каждая команда взяла на турнир от 15 до 25 игроков разного возраста. Самым молодым игроком турнира был бразилец Карвальо Лейте, которому на момент начала турнира было 18 лет и 1 месяц. Он выступал на позиции центрального нападающего в матче против Боливии. Самым возрастным заявленным игроком на турнире оказался бельгиец Жан Де Би, которому было 38 лет и 1 месяц. Однако поскольку он не сыграл ни одного матча, ФИФА называет самым возрастным игроком, проведшим хотя бы одну встречу, чилийского защитника Улисеса Пуарье, которому на момент матча с Мексикой было 33 года и 5 месяцев. Есть версия, что самым возрастным игравшим футболистом был Рафаэль Гарса Гутьеррес, которому на момент начала турнира было 33 года и 7 месяцев, но ФИФА называет другой его возраст: 26 лет и 4 месяца. Вероятно, ФИФА перепутала Рафаэля с его братом Франсиско.
Почти все игроки сборных играли в своих национальных чемпионатах, за исключением трёх югославских игроков из чемпионата Франции: нападающий Бранислав Секулич играл за «Монпелье», в то время как Любиша Стефанович и И́ван (Ивица) Бек — за «Сет». После турнира Бек стал французским гражданином и сыграл в пяти матчах за сборную Франции под именем Ива́н Бек.
Большая часть сборных состояла из игроков небольшого количества клубов: так, подавляющее большинство игроков сборной Перу играло за столичные клубы «Альянса Лима» и «Университарио» (по девять игроков из каждого клуба); восемь чилийских футболистов были игроками самой популярной команды страны «Коло-Коло»; костяк сборной Югославии составляли футболисты белградского БСК, пятикратного чемпиона страны в 1930-е годы. Уругвайская сборная была представлена в основном из двух клубов из Монтевидео — «Насьоналя» и «Пеньяроля», сильнейших команд Уругвая; сборная Мексики состояла из игроков «Атланте» и «Америки»; тренерский штаб сборной Парагвая делал ставку на футболистов из «Олимпии» и «Либертада», доминировавших в национальном первенстве. Ещё три клуба были представлены как минимум пятью игроками: боливийский «Оруро Рояль», бразильский «Флуминенсе» и французский «Расинг», финалист Кубка страны в сезоне 1929/30.
В составе сборной Уругвая, считавшейся безоговорочным фаворитом турнира, было шесть двукратных олимпийских чемпионов: Хосе Насасси, Хосе Андраде, Педро Сеа, Педро Петроне, Эктор Скароне и Сантос Урдинаран. Сборная США отчасти состояла из недавно эмигрировавших и натурализованных британских игроков: шотландцев Джимми Галлахера, Александра Вуда, Энди Олда, Джима Брауна и Барта Макги, а также англичанина Джорджа Мурхауса.

Фотографии некоторых сборных, принявших участие на этом ЧМ
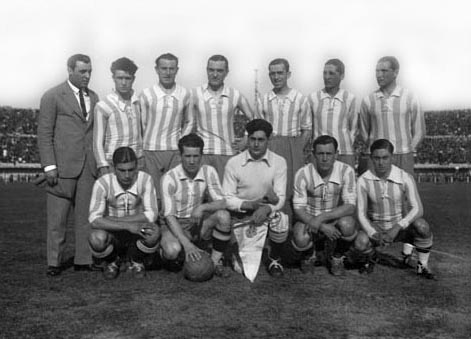
Сборная Аргентины
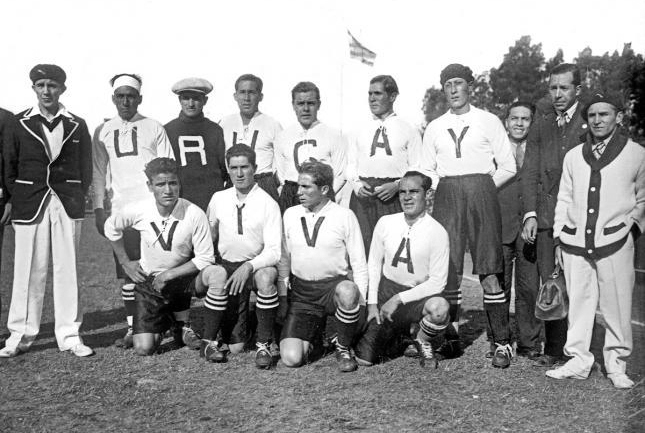
Сборная Боливии
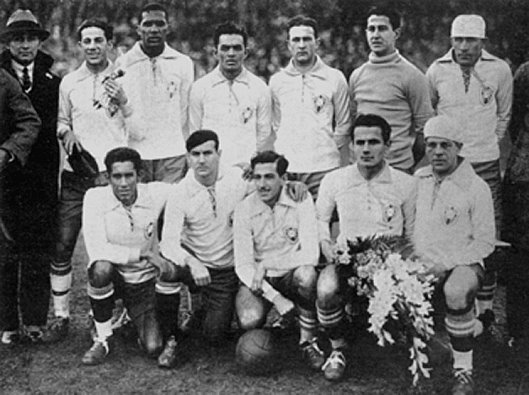
Сборная Бразилии
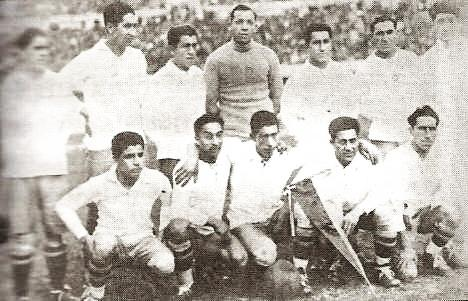
Сборная Чили
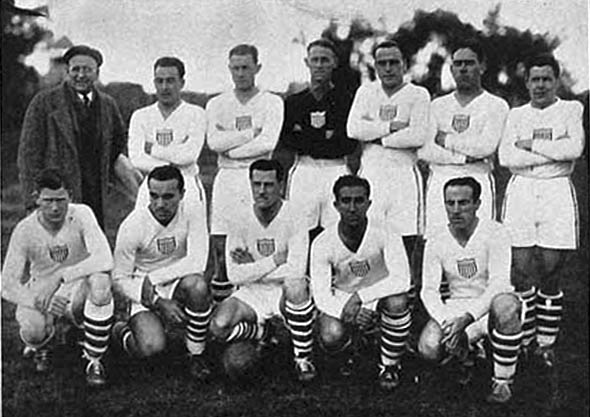
Сборная США
Сборная Уругвая

## Стадионы
Все матчи прошли в Монтевидео, столице Уругвая, на стадионах «Сентенарио», «Поситос» и «Гран Парк Сентраль». «Сентенарио» был построен специально для турнира и в качестве подарка народу на празднование столетия со дня принятия Конституции Уругвая. Проект стадиона, представленный Хуаном Скассо, Жюль Риме назвал «будущим футбольным храмом». Вмещая 90 тысяч зрителей, «Сентенарио» стал самым большим стадионом за пределами Британских островов на тот момент. На стадионе прошли 10 из 18 матчей, включая оба полуфинала и финал. Однако из-за очень коротких сроков строительства и ливневых дождей «Сентенарио» был построен до конца только через 5 дней после начала турнира. Пока «Сентенарио» достраивался, «Гран Парк Сентраль» и «Поситос» (принадлежавшие футбольным клубам «Насьональ» и «Пеньяроль» соответственно) принимали запланированные матчи.
| Монтевидео | Монтевидео                      | Монтевидео                      | Монтевидео                      |
| Монтевидео | Сентенарио                      | Гран Парк Сентраль              | Поситос                         |
| Монтевидео | 34°53′40″ ю. ш. 56°09′10″ з. д. | 34°54′04″ ю. ш. 56°09′32″ з. д. | 34°54′18″ ю. ш. 56°09′22″ з. д. |
| Монтевидео | Вместимость: 90 000             | Вместимость: 20 000             | Вместимость: 1 000              |
| Монтевидео |                                 |                                 |                                 |

## Судьи

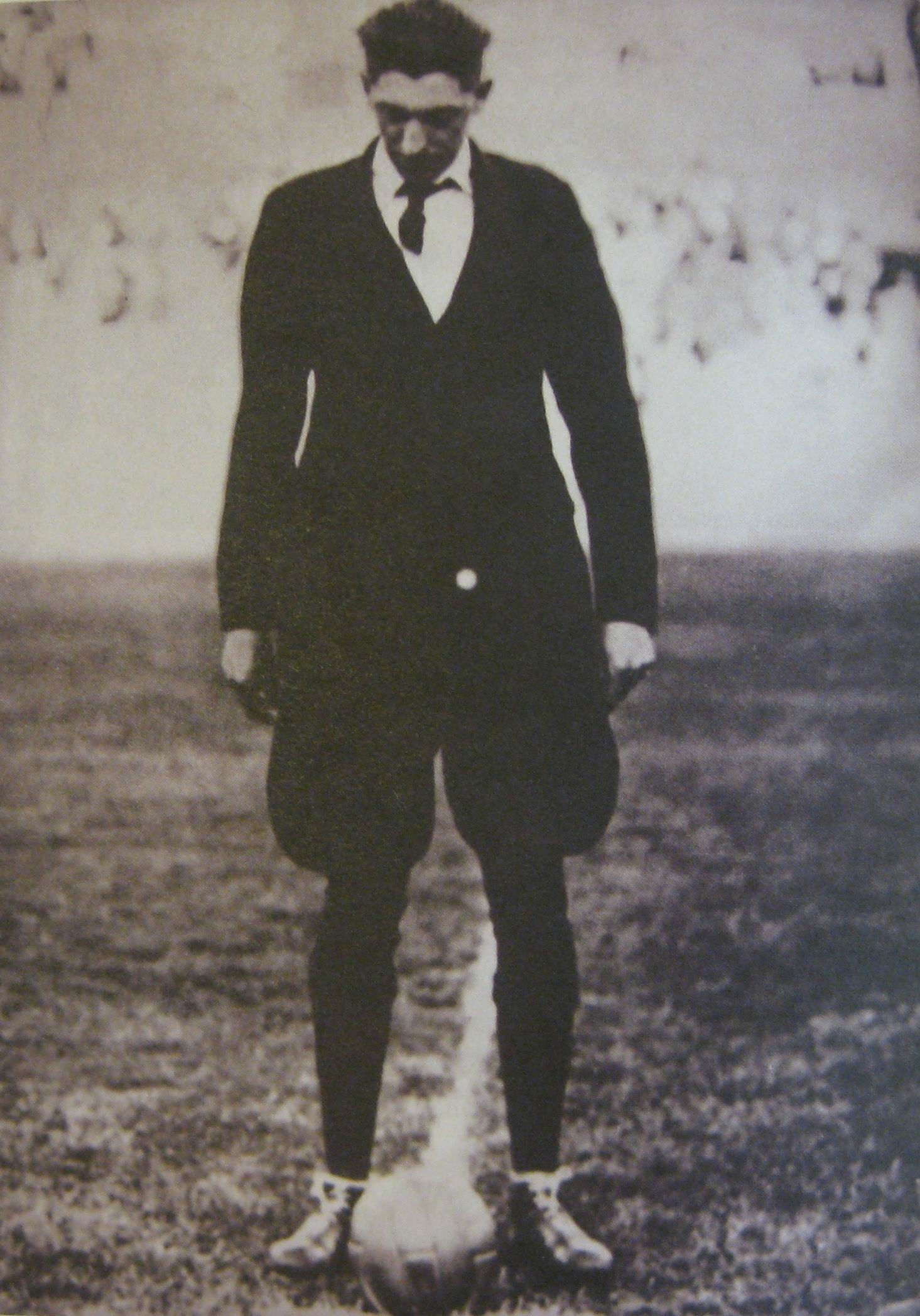
Бельгийский судья Джон Лангенус

На чемпионате мира 1930 года работали 15 судей из девяти стран, 11 из них отработали хотя бы один матч в качестве главных арбитров. Четыре европейца (француз Тома Бальве, румын Константин Рэдулеску (он же был тренером сборной Румынии) и два бельгийца, Анри Кристоф и Джон Лангенус) судили матчи турнира вместе с 11 судьями из Америки (шестеро представляли Уругвай). Помимо наставника сборной Румынии Рэдулеску, турнир в качестве рефери обслуживал также и тренер сборной Боливии Улисес Сауседо.
С целью минимизации возможных судейских ошибок незадолго до турнира всех арбитров пригласили на короткую встречу для обсуждения спорных моментов, которые могут встретиться в игре. Тем не менее, турнир запомнился двумя инцидентами с судьями: бразильский арбитр Жилберту Регу закончил матч между Аргентиной и Францией за шесть минут до конца основного времени, а боливиец Улисес Сауседо в матче между Аргентиной и Мексикой (6:3) назначил три пенальти. Интересно, что из этих трёх попыток только одна была успешно реализована.
| Судья                | Матчей | В качестве основного | В качестве ассистента |
| -------------------- | ------ | -------------------- | --------------------- |
| Тома Бальве          | 4      | 1                    | 3                     |
| Анри Кристоф         | 5      | 1                    | 4                     |
| Джон Лангенус        | 6      | 4                    | 2                     |
| Доминго Ломбарди     | 4      | 1                    | 3                     |
| Хосе Масиас          | 3      | 2                    | 1                     |
| Франциско Матеуччи   | 4      | 1                    | 3                     |
| Жилберту Регу        | 5      | 3                    | 2                     |
| Улисес Сауседо       | 6      | 1                    | 5                     |
| Анибаль Техада       | 3      | 2                    | 1                     |
| Рикардо Вальярино    | 2      | 1                    | 1                     |
| Альберто Варнкен     | 5      | 1                    | 4                     |
| Константин Рэдулеску | 2      | 0                    | 2                     |
| Мартин Апестегуй     | 2      | 0                    | 2                     |
| Гуальберто Алонсо    | 1      | 0                    | 1                     |
| Гаспар Вальехо       | 2      | 0                    | 2                     |

Примечания:
1. 1 2 3 4 5  Этот арбитр судил полуфинальный матч
2. 1 2 3  Этот арбитр судил финальный матч

## Формат и жеребьёвка
Изначально организаторы турнира надеялись провести турнир по схеме плей-офф, однако из-за неудобного формата для тринадцати сборных организаторы решили провести групповой этап. Все команды были поделены на три группы по три команды и ещё одну группу из четырёх, в рамках которых команды играли друг против друга по одному матчу. Победители каждой группы выходили в плей-офф. На групповой стадии за победу давалось два очка, одно очко — за ничью и ноль — за поражение. В случае равенства очков у нескольких команд проводились переигровки вплоть до выявления победителя. В матчах плей-офф в случае ничьи назначалась переигровка до выявления победителя. Замены не разрешались ни в одном матче турнира.
Жеребьёвка состоялась по прибытии всех сборных в Уругвай 7 июля 1930 года, менее чем за неделю до начала соревнований. Распределяя сборные по группам, организационный комитет учитывал следующие нюансы: каждая команда должна сыграть как минимум с одним фаворитом турнира, чтобы все фавориты имели теоретические шансы встретиться в плей-офф. Поскольку рейтинг сборных тогда не проводился, то членам оргкомитета пришлось самим составлять символические корзины жеребьёвки и выбирать фаворитов, соотносясь с этими нюансами. Сборными, способными выйти в финал, ФИФА назвала Уругвай, Бразилию и Аргентину. Четвёртыми и пятыми, по мнению организаторов, должны были стать США и Парагвай, но позже организаторы отдали предпочтение США как фавориту. Дальше по группам уже в случайном порядке распределялись сначала европейские, а затем и оставшиеся американские сборные.
| Сеяные                         | Европейские команды               | Остальные команды                  |
| ------------------------------ | --------------------------------- | ---------------------------------- |
| Аргентина Бразилия Уругвай США | Бельгия Франция Румыния Югославия | Боливия Чили Мексика Парагвай Перу |

На том же заседании были определены сроки проведения чемпионата. Турнир начинался 13 июля в 15:00 по местному времени двумя одновременными матчами, Франция — Мексика в группе A и США — Бельгия в группе D. Групповой этап должен был закончиться 22 июля матчем группы A между Аргентиной и Чили. Полуфиналы были назначены на 26 и 27 июля, финал — на 30 июля.
| Группа A                       | Группа B                   | Группа C             | Группа D             |
| ------------------------------ | -------------------------- | -------------------- | -------------------- |
| Аргентина Франция Мексика Чили | Бразилия Югославия Боливия | Уругвай Румыния Перу | США Бельгия Парагвай |

## Ход турнира

### Групповой этап

#### Группа A
Мы играли против Мексики, и заодно шёл снег, поскольку в Южном полушарии в то время была зима. Один из моих партнёров сосредоточился на мяче, отдал мне его, и я нанёс удар с лёта правой ногой. Все поблагодарили меня за это, но уж кругов почёта мы не делали — не было похоже, что только что, перед их глазами, творилась история. Короткое рукопожатие — и мы опять в игре. И никаких призовых; мы все тогда были любителями, вплоть до конца своих дней.

Чилиец Гильермо Субиабре забивает французам

В этой группе было четыре команды: Аргентина, Чили, Франция и Мексика. Один из двух первых матчей чемпионата мира — между Францией и Мексикой — начался 13 июля в 15:00 по МСК на стадионе «Поситос», над стадионом шёл небольшой снег. Судьёй этого матча был уругваец Доминго Ломбарди. На 19-й минуте Люсьен Лоран забил первый гол в истории чемпионатов мира, с лёта пробив после обостряющей передачи Эрнеста Либерати, ставшего автором первой голевой передачи в истории турнира. Примерно через десять минут вратарь Алекс Тепо вынужден был покинуть поле из-за травмы, после чего на ворота встал полузащитник Огюстен Шантрель, но французы к перерыву забили ещё дважды усилиями Марселя Ланжийе и Андре Машино. На 70-й минуте Хуан Карреньо уменьшил разрыв в счёте, который восстановился через 17 минут благодаря Машино, оформившего первый дубль в истории чемпионатов мира.
Через два дня после победы над мексиканцами французы встретились с фаворитами группы — Аргентиной. Тепо смог восстановиться к матчу, который вратарь провёл весьма достойно, однако пропустил единственный в матче гол на 83-й минуте со штрафного удара, исполненного Луисом Монти. Буквально сразу же арбитр матча Алмейда Регу дал свисток об окончании матча, не дав доиграть командам 6 минут основного времени. Такое решение вызвало негодование зрителей, выбежавших на поле, и для восстановления порядка пришлось применить конную полицию. Французы оспорили решение судьи и убедили арбитра доиграть оставшиеся шесть минут, когда все игроки уже находились в раздевалке или принимали душ. Игра продолжилась, но счёт не изменился за оставшееся время, а уругвайцы провожали французов овациями. Аргентина подала протест в ФИФА на решение продолжить матч через длительное время после финального свистка и даже не исключала своего снятия с турнира. На следующий день состоялся матч между сборными Чили и Мексики, завершившийся победой чилийцев 3:0.
Последний матч сборной Франции на этом турнире (против Чили) отметился назначением первого пенальти в истории ЧМ. Этот удар был исполнен чилийцем Карлосом Видалем на 30 минуте матча, однако вратарь французов Алекс Тепо отразил удар. В матче между Аргентиной и Мексикой были назначены целых три пенальти, и один из них на 23-й минуте отразил мексиканский вратарь Оскар Бонфиглио Мартинес, парировав удар аргентинца Фернандо Патерностера. Игрок «альбиселесте» Гильермо Стабиле, для которого этот матч был первым на международной арене, оформил хет-трик. Аргентина победила со счётом 6:3 в отсутствие своего капитана Мануэля Феррейры, отбывшего в Буэнос-Айрес для сдачи экзамена по праву. Последний матч в группе, сыгранный между сборными Аргентины и Чили, обыгравших Францию и Мексику, стал в итоге матчем, определявшим команду-победителя группы. Игра запомнилась не только победой Аргентины со счётом 3:1 и выходом аргентинцев в полуфинал, но и грубым фолом Монти на мексиканце Артуро Торресе.
| Поз | Команда   | И | В | Н | П | МЗ | МП | РМ | О | Квалификация     |
| --- | --------- | - | - | - | - | -- | -- | -- | - | ---------------- |
| 1   | Аргентина | 3 | 3 | 0 | 0 | 10 | 4  | +6 | 6 | Выход в плей-офф |
| 2   | Чили      | 3 | 2 | 0 | 1 | 5  | 3  | +2 | 4 |                  |
| 3   | Франция   | 3 | 1 | 0 | 2 | 4  | 3  | +1 | 2 |                  |
| 4   | Мексика   | 3 | 0 | 0 | 3 | 4  | 13 | −9 | 0 |                  |

| Франция                                                          | 4:1     | Мексика           |
| ---------------------------------------------------------------- | ------- | ----------------- |
| - Люсьен Лоран 19′ - Марсель Ланжийе 40′ - Андре Машино 43′, 87′ | (отчёт) | Хуан Карреньо 70′ |

| Аргентина      | 1:0     | Франция |
| -------------- | ------- | ------- |
| Луис Монти 81′ | (отчёт) |         |

| Чили                                               | 3:0     | Мексика |
| -------------------------------------------------- | ------- | ------- |
| - Карлос Видаль 3′, 65′ - Мануэль Росас 51′ (авт.) | (отчёт) |         |

| Чили                  | 1:0     | Франция |
| --------------------- | ------- | ------- |
| Гильермо Субиабре 65′ | (отчёт) |         |

| Аргентина                                                                           | 6:3     | Мексика                                             |
| ----------------------------------------------------------------------------------- | ------- | --------------------------------------------------- |
| - Гильермо Стабиле 8′, 17′, 80′ - Адольфо Сумельсу 12′, 55′ - Франсиско Варальо 53′ | (отчёт) | - Мануэль Росас 42′ (пен.), 65′ - Роберто Гайон 75′ |

| Аргентина                                        | 3:1     | Чили                  |
| ------------------------------------------------ | ------- | --------------------- |
| - Гильермо Стабиле 12′, 13′ - Марио Эваристо 51′ | (отчёт) | Гильермо Субиабре 15′ |

#### Группа B

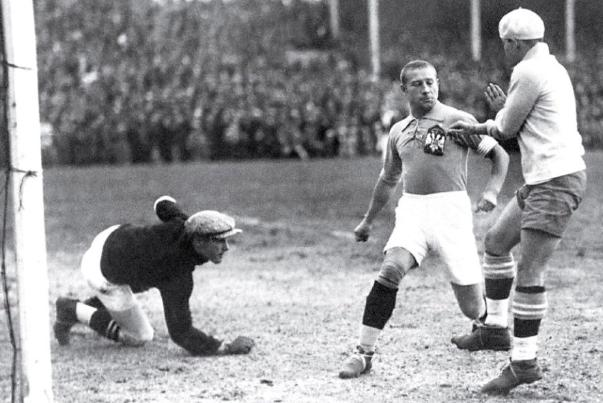
Матч Югославия — Бразилия, на фотографии изображены Якшич, Михайлович и Теофило

Во второй группе играли Югославия, Бразилия и Боливия. Бразилия, которая была сеяной во время жеребьёвки и считалась фаворитом чемпионата мира, в первом же матче турнира потерпела поражение от сборной Югославии со счётом 1:2. Боливия, которая на момент начала турнира не выиграла ни одного официального международного матча, перед чемпионатом мира заплатила организаторам определённую финансовую сумму за право носить футболки с девизом «Вперёд Уругвай» (исп. Viva Uruguay). В своей первой встрече боливийцы проиграли Югославии, пропустив четырежды в последние полчаса игрового времени, и тем самым Югославия оформила выход в полуфинал. Кроме того, на этом турнире несколько мячей боливийцев не были засчитаны. В третьем матче группы, прошедшем между потерявшими шансы на выход в полуфинал Бразилией и Боливией, Бразилия забила всего один гол в первом тайме и отличилась ещё трижды во втором: дубль оформил Прегиньо. Для болельщиков, пришедших на матч, было очень трудно следить за игрой, поскольку на протяжении 45 минут команды играли в форме одинаковых цветов: в перерыве боливийцы, ведомые Улисесом Сауседо, сменили форму.
| Поз | Команда   | И | В | Н | П | МЗ | МП | РМ | О | Квалификация     |
| --- | --------- | - | - | - | - | -- | -- | -- | - | ---------------- |
| 1   | Югославия | 2 | 2 | 0 | 0 | 6  | 1  | +5 | 4 | Выход в плей-офф |
| 2   | Бразилия  | 2 | 1 | 0 | 1 | 5  | 2  | +3 | 2 |                  |
| 3   | Боливия   | 2 | 0 | 0 | 2 | 0  | 8  | −8 | 0 |                  |

| Бразилия     | 1:2     | Югославия                             |
| ------------ | ------- | ------------------------------------- |
| Прегиньо 62′ | (отчёт) | Александр Тирнанич 21′ · Иван Бек 30′ |

| Югославия                                                         | 4:0     | Боливия |
| ----------------------------------------------------------------- | ------- | ------- |
| Иван Бек 60′ 67′ · Благое Марьянович 65′ · Джордже Вуядинович 85′ | (отчёт) |         |

| Бразилия                            | 4:0     | Боливия |
| ----------------------------------- | ------- | ------- |
| Модерато 37′ 73′ · Прегиньо 67′ 83′ | (отчёт) |         |

#### Группа C
В этой группе хозяева турнира — уругвайцы — оказались вместе с перуанцами и румынами. В первом матче этой группы между Перу и Румынией был забит самый быстрый гол этого турнира: уже на 50-й секунде отличился Адальберт Дешу. В том же матче произошло первое удаление в истории турнира: на 56-й минуте встречи Пласидо Галиндо был удалён чилийским арбитром Альберто Варнкеном за фол против Ладислау Раффинского. Перуанцы вдесятером сравняли счёт на 75-й минуте усилиями Луиса де Соузы Феррейры, но через четыре минуты Константин Станчу восстановил преимущество румынской команды. Почти сразу же перуанцы провели нелегальную замену, выпустив вместо Соузы на поле Нуэ Родригеса. Никто из официальных лиц не заметил этого, поскольку номеров на футболках игроков ещё не было, а в лицо все знали только нескольких звёзд, чем и воспользовались перуанцы. Впрочем, эта замена не помешала румынской сборной забить третий гол и победить с итоговым счётом 3:1. Этот матч был отмечен одним из наименьших количеств зрителей на одной игре чемпионата мира: по официальным данным, на игре присутствовало всего лишь 2549 зрителей.
Из-за задержки строительства стадиона «Сентенарио» первый матч сборной Уругвая задержался на 5 дней, поскольку организаторы хотели открыть стадион матчем с участием уругвайцев. Перед первым матчем на «Сентенарио» прошла церемония, посвящённая столетию принятия Конституции Уругвая. Четыре недели, предшествовавшие турниру, уругвайцы провели в тренировочном лагере под жёсткой дисциплиной. Вратарь уругвайцев Андрес Масали, который без разрешения тренера покинул тренировочную базу, чтобы встретить свою жену, был отчислен из состава. Ровно через 100 лет после принятия первой конституции Уругвая состоялась первая игра чемпионата мира с участием сборной Уругвая: хозяева турнира выиграли в упорной борьбе матч с перуанцами 1:0. Зрители, посетившие матч, отметили линию обороны перуанцев, которая стала единственной на этом турнире, пропустившей от уругвайцев только 1 мяч. В уругвайской прессе сборную раскритиковали за очень скромную игру, а в Перу игра вызвала ажиотаж, даже несмотря на вылет сборной с турнира. В следующем матче Уругвай с лёгкостью обыграл румын 4:0, забив все четыре мяча в первом тайме.
| Поз | Команда | И | В | Н | П | МЗ | МП | РМ | О | Квалификация     |
| --- | ------- | - | - | - | - | -- | -- | -- | - | ---------------- |
| 1   | Уругвай | 2 | 2 | 0 | 0 | 5  | 0  | +5 | 4 | Выход в плей-офф |
| 2   | Румыния | 2 | 1 | 0 | 1 | 3  | 5  | −2 | 2 |                  |
| 3   | Перу    | 2 | 0 | 0 | 2 | 1  | 4  | −3 | 0 |                  |

| Румыния                                                       | 3:1     | Перу                       |
| ------------------------------------------------------------- | ------- | -------------------------- |
| Адальберт Дешу 1′ · Константин Станчу 79′ · Николае Ковач 89′ | (отчёт) | Луис де Соуза Феррейра 75′ |

| Уругвай          | 1:0     | Перу |
| ---------------- | ------- | ---- |
| Эктор Кастро 60′ | (отчёт) |      |

| Уругвай                                                                           | 4:0     | Румыния |
| --------------------------------------------------------------------------------- | ------- | ------- |
| Пабло Дорадо 7′ · Эктор Скароне 24′ · Хуан Перегрино Ансельмо 30′ · Педро Сеа 35′ | (отчёт) |         |

#### Группа D

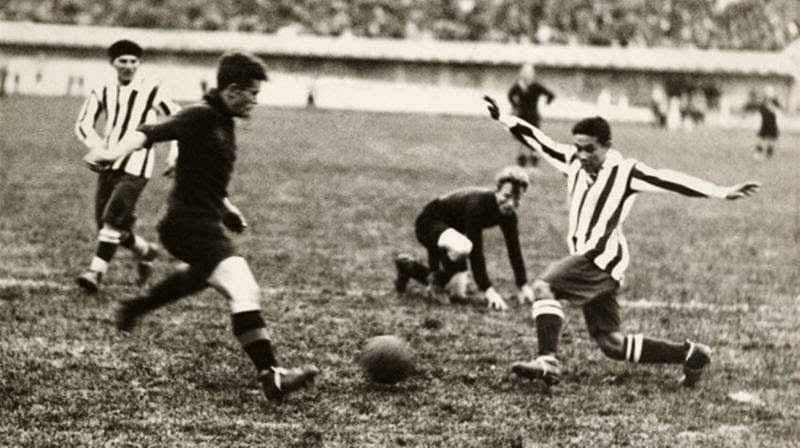
Борьба в матче между Парагваем и Бельгией, завершившемся победой парагвайцев 1:0

В этой группе доминировала сборная США, которая разгромила в первой игре бельгийцев со счётом 3:0. Такое развитие событий было неожиданностью для многих, и уругвайская газета Imparcial об этом заявила: «Результативность американцев поразила большинство экспертов». В своё оправдание представители сборной Бельгии обвинили в поражении некачественное футбольное поле и пристрастное судейство: судьи якобы не заметили офсайда, когда в ворота Бельгии забивали второй гол. Второй матч группы, сыгранный при сильном ветре, запомнился первым в истории ЧМ хет-триком, сделанным американцем Бертом Пэтноудом в матче против Парагвая. Вплоть до 10 ноября 2006 года первый хет-трик в истории турнира приписывался на счёт аргентинца Гильермо Стабиле, в реальности сделавшего его только через 2 дня после Пэтноуда, однако есть версия, что один из голов забил вовсе не Берт, а его партнёр по команде Том Флори.
Поскольку сборная США выиграла оба матча и гарантировано получила первое место и право играть в плей-офф, последний матч между Парагваем и Бельгией (победа Парагвая 1:0) уже не имел никакого турнирного значения.
| Поз | Команда  | И | В | Н | П | МЗ | МП | РМ | О | Квалификация     |
| --- | -------- | - | - | - | - | -- | -- | -- | - | ---------------- |
| 1   | США      | 2 | 2 | 0 | 0 | 6  | 0  | +6 | 4 | Выход в плей-офф |
| 2   | Парагвай | 2 | 1 | 0 | 1 | 1  | 3  | −2 | 2 |                  |
| 3   | Бельгия  | 2 | 0 | 0 | 2 | 0  | 4  | −4 | 0 |                  |

| США                                               | 3:0     | Бельгия |
| ------------------------------------------------- | ------- | ------- |
| Барт Макги 23′ · Том Флори 45′ · Берт Пэтноуд 69′ | (отчёт) |         |

| США                      | 3:0     | Парагвай |
| ------------------------ | ------- | -------- |
| Берт Пэтноуд 10′ 15′ 50′ | (отчёт) |          |

| Парагвай              | 1:0     | Бельгия |
| --------------------- | ------- | ------- |
| Луис Варгас Пенья 40′ | (отчёт) |         |

### Плей-офф

Уругваец Педро Сеа сравнивает счёт в матче с югославами

|  | Полуфинал                         | Полуфинал |                                   |   | Финал | Финал |
|  |                                   |           |                                   |   |       |       |
|  | 27 июля — Монтевидео (Сентенарио) |           |                                   |   |       |       |
|  |                                   |           |                                   |   |       |       |
|  | Уругвай                           | 6         |                                   |   |       |       |
|  | Уругвай                           | 6         | 30 июля — Монтевидео (Сентенарио) |   |       |       |
|  | Югославия                         | 1         |                                   |   |       |       |
|  | Югославия                         | 1         | Уругвай                           | 4 |       |       |
|  | 26 июля — Монтевидео (Сентенарио) |           | Уругвай                           | 4 |       |       |
|  |                                   | Аргентина | 2                                 |   |       |       |
|  | Аргентина                         | Аргентина | 2                                 | 6 |       |       |
|  | Аргентина                         |           |                                   | 6 |       |       |
|  | США                               | 1         |                                   |   |       |       |
|  | США                               | 1         |                                   |   |       |       |

#### Полуфиналы
Победители групп, сборные Аргентины, Югославии, Уругвая и США, вышли в полуфинал. Оба полуфинальных матча закончились с одинаковым счётом — 6:1. Первый поединок, сыгранный между США и Аргентиной, прошёл в ливневый дождь. У сборной США, имевшей шестерых граждан Великобритании в составе, в первом тайме тяжёлую травму получил полузащитник Майкл Трэйси. Футболист доиграл до перерыва, но из раздевалки был отправлен в больницу, где у него диагностировали перелом. Футболист играл со сломанной ногой 15 последних минут первого тайма.
Уже тогда было ясно, что игра будет очень контактной и грубой. Луис Монти открыл счёт на 20 минуте, тем самым выведя Аргентину вперёд. Во втором тайме сопротивление американцев было сломлено, и аргентинцы забили ещё 5 мячей и вышли в финал. Игроков США хватило только на «гол престижа».
Во втором матче произошло почти повторение матча на Олимпиаде-1924 между югославами и уругвайцами (там южноамериканцы выиграли 7:0). Однако тут счёт открыли югославы, сделав это усилиями Вуядиновича. Тем не менее, уругвайцы быстро сравняли счёт и вышли вперёд, 2:1, а потом сделали счёт и 3:1. Несмотря на преимущество хозяев, матч не обошёлся без скандала. При счёте 2:1 в пользу сборной Уругвая во время атаки южноамериканцев мяч вышел за лицевую линию. Стоящий за ней полицейский вернул мяч в поле, сделав пас Ансельмо, после чего футболист спокойно переправил мяч в ворота. Незадолго до перерыва Югославия забила гол, который не засчитали из-за спорного офсайда. Хозяева во втором тайме забили ещё 3 мяча и вышли в финал. Уругваец Педро Сеа оформил хет-трик.
| Аргентина                                                                                    | 6:1     | США            |
| -------------------------------------------------------------------------------------------- | ------- | -------------- |
| Луис Монти 20′ · Алехандро Скопелли 56′ · Гильермо Стабиле 69′ 87′ · Карлос Пеуселье 80′ 85′ | (отчёт) | Джим Браун 89′ |

| Уругвай                                                                      | 6:1     | Югославия             |
| ---------------------------------------------------------------------------- | ------- | --------------------- |
| Педро Сеа 18′ 67′ 72′ · Хуан Перегрино Ансельмо 20′ 31′ · Сантос Ириарте 61′ | (отчёт) | Джордже Вуядинович 4′ |

#### Распределение третьего и четвёртого мест
Ныне проводящийся матч за третье место был проведён только на следующем турнире. Некоторые источники по ошибке утверждают, что встреча за 3-е место была проведена ещё на первом чемпионате мира, и Югославия выиграла у США со счётом 3:1. Другие же заявляют, что матч пришлось отменить: так, согласно книге, выпущенной Хайдером Джавадом, игроки сборной Югославии отказались играть эту встречу, поскольку представители этого государства не были довольны качеством судейства в полуфинальном матче с Уругваем.
В конце чемпионата капитаны сборных США (Том Флори) и Югославии (Милутин Ивкович) получили по бронзовой медали. Когда технический комитет ФИФА опубликовал доклад о чемпионате мира 1986 года, включавший в себя дополнительные рейтинги, было решено сделать и опубликовать подобные рейтинги для всех предыдущих чемпионатов. Согласно этому докладу, сборная США заняла в итоге 3-е место, а сборная Югославии — 4-е, и такая практика распределения мест до сих пор используется в ФИФА. Однако, согласно другим источникам, Югославия заняла 3-е место, так как проиграла в полуфинале чемпионам турнира — уругвайцам.

#### Финал

10 000 аргентинцев пересекли Рио-де-ла-Плата, чтобы посетить финальный матч

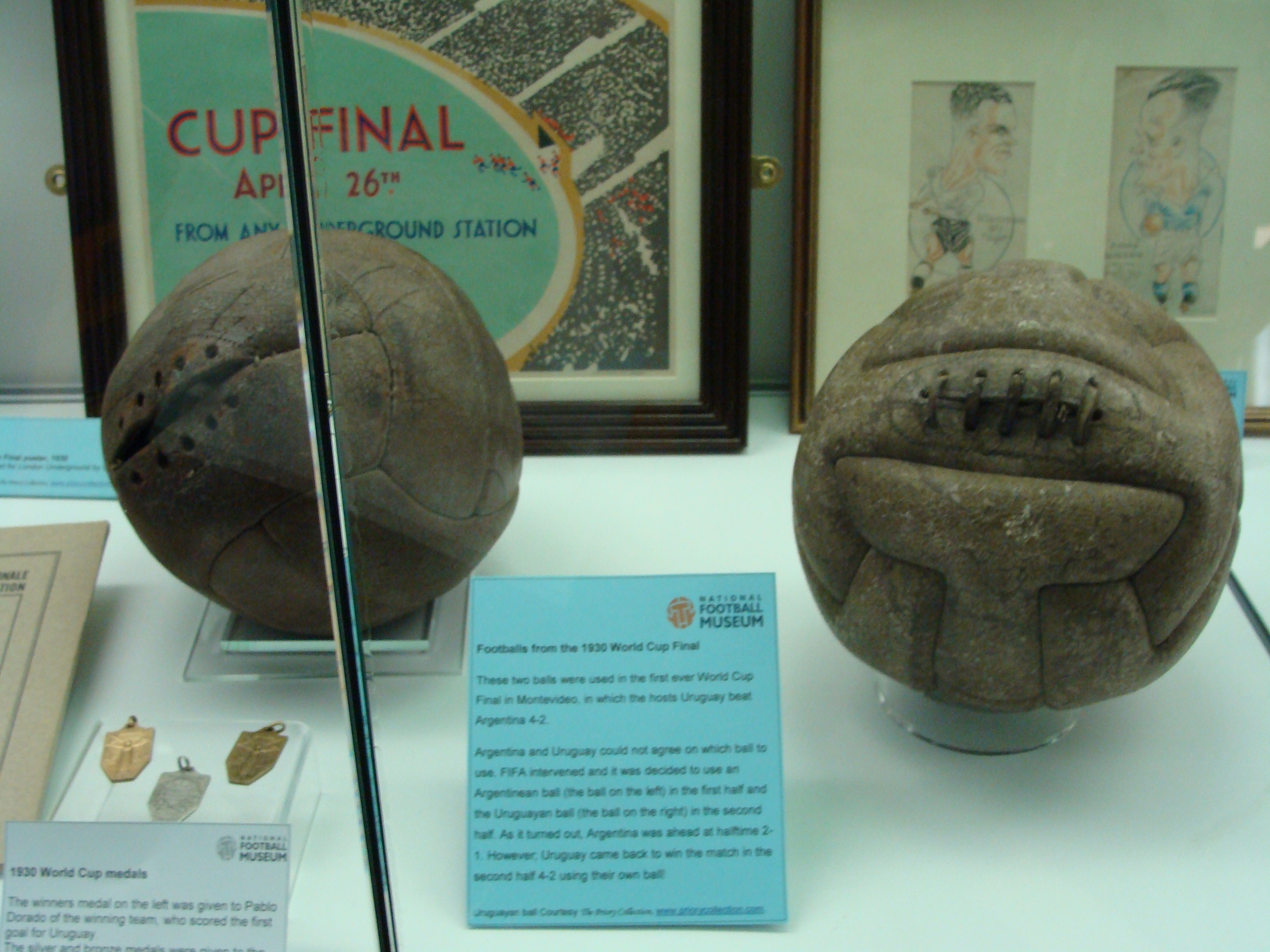
Мячи, которыми игрался финальный матч. Слева — аргентинский мяч, справа — уругвайский

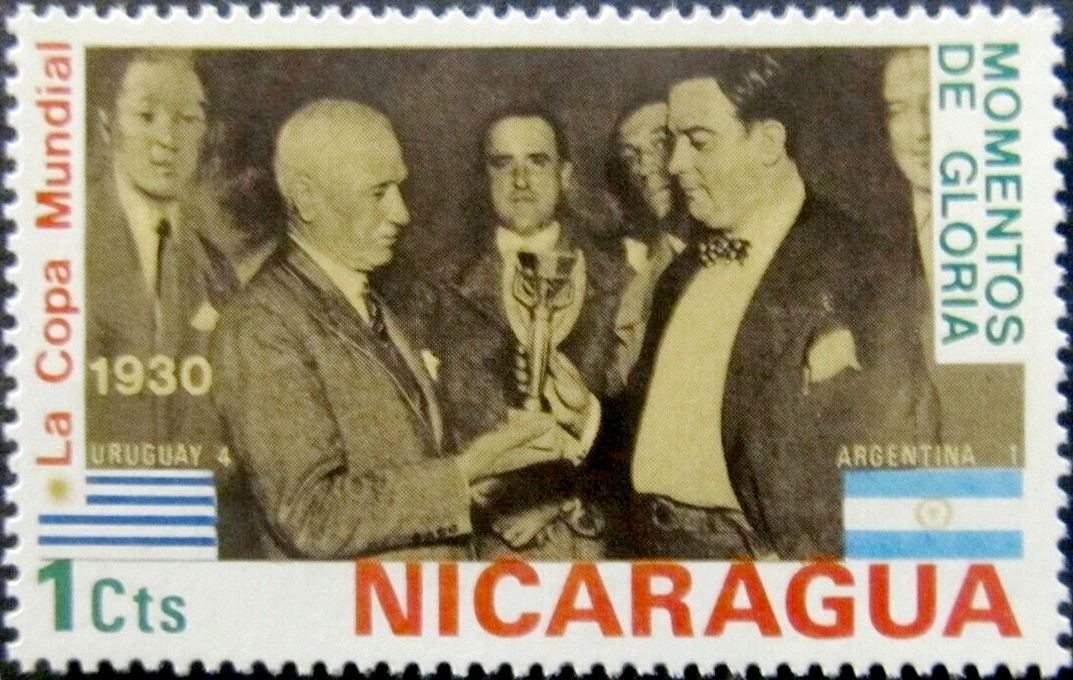
Жюль Риме вручает Кубок ФИФА 1930 года Раулю Худе на почтовой марке Никарагуа 1974 года(Sc #923)

Финал прошёл 30 июля на Сентенарио. Все жители Лаплатской низменности были на эмоциях, особенно среди них выделялись аргентинские фанаты численностью от 10 до 15 тысяч человек со своим воинственным кличем «Победа или смерть» (исп. Victoria o muerte). Некоторые из них приплыли прямо из Буэнос-Айреса в Монтевидео, что ошеломило работников порта Монтевидео, однако никто не смог помешать аргентинцам дойти до стадиона. За 6 часов до матча, в 8:00, входные ворота стадиона открылись, а к полудню на стадионе уже собралось около 93 тысяч человек. Утверждают, что охрана на входе на стадион отобрала у болельщиков 1600 пистолетов и револьверов, хотя аргентинцы отмечали, что оружие у их болельщиков конфисковали ещё при пересечении границы. Тем не менее, уже после первого забитого гола на трибунах можно было услышать хлопки выстрелов.
Главным судьёй матча был назначен бельгиец Джон Лангенус, и он оказался единственным, кто согласился судить финал, несмотря на довольно неспокойную ситуацию в городе. За несколько минут до матча начались споры относительно мяча, которым нужно было играть встречу. Обе сборные предоставили мячи для игры, поэтому не было понятно, каким мячом играть. Лангенус, бросив монету, по жребию постановил сыграть первый тайм аргентинским мячом, а второй — уругвайским. Уругвайцы совершили в стартовом составе одну замену: вместо Ансельмо, игравшего в полуфинале, на поле вышел Эктор Кастро.
Уругвайцы открыли счёт усилиями Пабло Дорадо, нанёсшего удар низом в правый угол. После пропущенного гола Аргентина, показывавшая отменное искусство паса, заиграла в полную мощь и сравняла счёт через 8 минут: Карлос Пеуселье принял мяч, прорвался сквозь защиту и забил. Незадолго до перерыва лучший бомбардир турнира Гильермо Стабиле вывел свою команду вперёд и забил свой 8-й гол на турнире, а капитан уругвайцев Хосе Насасси безуспешно пытался доказать Джону Лангенусу, что Стабиле был в офсайде. Во втором тайме уругвайцы перешли к более открытым атакующим действиям. Сразу после того, как аргентинец Луис Монти чуть не увеличил преимущество своей команды до двух мячей, Уругвай провёл позиционную атаку, которую успешно завершил Педро Сеа и сравнял счёт. Десять минут спустя гол Сантоса Ириарте вывел Уругвай вперёд, а незадолго до окончания матча Эктор Кастро забил последний гол в первом финале в истории чемпионатов мира. Судья Джон Лангенус закончил матч минутой позже положенного, и уругвайская сборная добавила к двум победам на Олимпиадах ещё и трофей первого разыгранного чемпионата мира.
Президент ФИФА Жюль Риме вручил трофей чемпионата мира, позже названный его именем, главе Уругвайской футбольной ассоциации, Раулю Худе. На следующий день в Уругвае был объявлен праздник по случаю победы их сборной, а в аргентинской столице, Буэнос-Айресе, разозлённые фанаты закидали камнями посольство Уругвая.
| Уругвай                                                                  | 4:2     | Аргентина                                    |
| ------------------------------------------------------------------------ | ------- | -------------------------------------------- |
| Пабло Дорадо 12′ · Педро Сеа 57′ · Сантос Ириарте 68′ · Эктор Кастро 89′ | (отчёт) | - Карлос Пеуселье 20′ - Гильермо Стабиле 37′ |

## Статистика
Всего за 18 игр турнира было забито 70 голов (в среднем 3,9 гола за игру). Наибольшее число голов за весь турнир — 18 — забила сборная Аргентины, но у сборной Уругвая был выше средний показатель числа голов за игру (3,8 против 3,6 у Аргентины), поскольку Уругвай сыграл на одну игру меньше. Меньше всего голов пропустила сборная Бразилии — два, однако Уругвай превзошёл Бразилию и здесь по среднему показателю за матч (0,75 у Уругвая против 1 у Бразилии). Единственными сборными, не забившими ни одного гола на турнире, стали сборные Бельгии и Боливии. Разница забитых и пропущенных мячей у Уругвая на турнире составила +12 в общей сложности (в среднем +3 за матч), что остаётся лучшей разницей для чемпионов мира и второй для всех участников ЧМ (первое место занимают венгры на турнире 1954 года).

### Бомбардиры
С 8 голами аргентинец Гильермо Стабиле стал лучшим бомбардиром этого ЧМ. Всего голами отличились 37 человек, которые в общей сложности забили 70 голов. Больше всего авторов голов было у сборной Аргентины — семь. Также на этом ЧМ был забит один автогол.
| 8 мячей - Гильермо Стабиле 5 мячей - Педро Сеа 4 мяча - Берт Пэтноуд 3 мяча - Карлос Пеуселье - Прегиньо - Хуан Перегрино Ансельмо - Иван Бек 2 мяча - Луис Монти - Адольфо Сумельсу - Модерато - Мануэль Росас (1 пен.) - Барт Макги - Джордже Вуядинович - Эктор Кастро - Пабло Дорадо - Сантос Ириарте - Андре Машино - Карлос Видаль - Гильермо Субиабре | 1 мяч - Франсиско Варальо - Алехандро Скопелли - Марио Эваристо - Роберто Гайон - Хуан Карреньо - Луис Варгас Пенья - Луис де Соуза-Феррейра - Адальберт Дешу - Константин Станчу - Николае Ковач - Джим Браун - Эктор Скароне - Марсель Ланжийе - Люсьен Лоран - Благое Марьянович - Александр Тирнанич Автогол - Мануэль Росас (в матче с Чили) |

### Посещаемость
Этот чемпионат мира стал успешным с точки зрения посещаемости: 18 игр турнира посетило 549 090 зрителей (в среднем 30 505 зрителей за игру). Самым посещаемым матчем чемпионата, по данным ФИФА, стал полуфинальный матч между сборными Уругвая и Югославии: его посетило 79 867 зрителей. Все матчи с участием сборной Уругвая входят в пятёрку самых посещаемых. Меньше всего зрителей привлекли матчи с участием европейских сборных: в трёх худших по посещаемости матчах турнира играла европейская сборная. Одним из самых непривлекательных для болельщика матчей стал матч открытия между Францией и Мексикой — 4444 зрителя. Матч между сборными Чили и Франции стал игрой с самым низким в истории чемпионатов мира количеством зрителей — 2000 зрителей.
Однако вышеперечисленные официальные цифры зачастую оказываются весьма заниженными. Например, на финальный матч пришло приблизительно 90 тысяч человек, что гораздо больше 68 346 человек, официально посетивших игру. Иногда встречались и случаи завышения количества зрителей: в то время как, по данным ФИФА, матч между Румынией и Перу посетило 2549 зрителей, очевидцы говорят максимум о 300 болельщиках на трибунах.
| М  | Матч между командами | Матч между командами | Раунд          | Зрителей |
| -- | -------------------- | -------------------- | -------------- | -------- |
| 1  | Уругвай              | Югославия            | 1/2 финала     | 79 867   |
| 2  | Аргентина            | США                  | 1/2 финала     | 72 886   |
| 3  | Уругвай              | Румыния              | Групповой этап | 70 022   |
| 4  | Уругвай              | Аргентина            | Финал          | 68 346   |
| 5  | Уругвай              | Перу                 | Групповой этап | 57 735   |
| 6  | Аргентина            | Мексика              | Групповой этап | 42 100   |
| 7  | Аргентина            | Чили                 | Групповой этап | 41 459   |
| 8  | Бразилия             | Боливия              | Групповой этап | 25 466   |
| 9  | Югославия            | Бразилия             | Групповой этап | 24 059   |
| 10 | Аргентина            | Франция              | Групповой этап | 23 409   |
| 11 | США                  | Бельгия              | Групповой этап | 18 346   |
| 12 | Югославия            | Боливия              | Групповой этап | 18 306   |
| 13 | США                  | Парагвай             | Групповой этап | 18 306   |
| 14 | Парагвай             | Бельгия              | Групповой этап | 12 000   |
| 15 | Чили                 | Мексика              | Групповой этап | 9249     |
| 16 | Франция              | Мексика              | Групповой этап | 4444     |
| 17 | Румыния              | Перу                 | Групповой этап | 2549     |
| 18 | Чили                 | Франция              | Групповой этап | 2000     |

### События, произошедшие впервые в истории чемпионатов мира

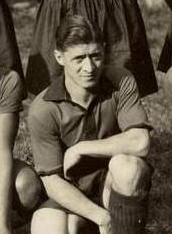
Люсьен Лоран, автор первого гола в истории чемпионатов мира по футболу

Множество событий в истории чемпионата мира произошли впервые именно в течение первого розыгрыша турнира. Первый гол в истории чемпионатов мира был забит 13 июля французом Люсьеном Лораном на 19-й минуте матча с Мексикой в ворота Оскара Бонфильо, ставшего, соответственно, первым вратарём, пропустившим на чемпионате мира. Во время этого же матча другой француз, Андре Машино, оформил первый дубль в истории чемпионатов мира. В тот же день американский вратарь Джимми Даглас после матча с Бельгией стал первым вратарём, не пропустившим ни одного гола в течение матча чемпионата мира.
Долгое время считалось, что первый хет-трик в истории чемпионатов мира оформил Гильермо Стабиле в матче против Мексики 19 июля. Однако с 10 ноября 2006 года автором первого хет-трика считается американец Берт Пэтноуд, забивший три гола в ворота сборной Парагвая 17 июля. До этого считалось, что третий гол забил не Пэтноуд, а Том Флори. Лишь благодаря интервью, взятым газетой Football History Symposium у товарищей Пэтноуда по команде, Билли Гонсалвеса и Джима Брауна, а также материалам аргентинской газеты Ла Пренса и бразильского издания O Estadio do Sao Paulo, ФИФА переписала третий гол на счёт Пэтноуда, сделав его, таким образом, первым автором хет-трика на ЧМ.
Первым игроком, удалённым с поля в матче чемпионата мира по футболу, стал капитан сборной Перу Пласидо Галиндо, получивший удаление в матче против сборной Румынии. Однако он не получил красную карточку, так как они ещё не были введены и появились на чемпионатах мира лишь сорок лет спустя. Соответственно, ни один игрок на этом турнире также не получил ни одной жёлтой карточки.

## Итоги турнира
Несмотря на небольшое количество участвовавших сборных и ряд организационных вопросов, этот чемпионат мира прошёл успешно. Из трёх основных фаворитов провалилась только сборная Бразилии, вылетевшая ещё на групповой стадии. Два других фаворита, Уругвай и Аргентина, как и ожидалось, дошли до финала. Неожиданно хорошо выступили и европейские сборные: Югославия дошла до полуфинала, а Франция на равных играла с Аргентиной.
С экономической точки зрения, турнир также был успешным: благодаря более чем 500 тысячам зрителей, посетивших матчи чемпионата мира, ФИФА получила доход примерно в 233 000 уругвайских песо, что было эквивалентно 255 107 американским долларам.

### Распределение мест
В 1986 году ФИФА опубликовала доклад, распределявший места команд на всех турнирах вплоть до 1986 года. Распределение мест на этом турнире оказалось следующим:
| М                           | Команда   | Гр | И | В | Н | П | ГЗ | ГП | ±   | О |
| --------------------------- | --------- | -- | - | - | - | - | -- | -- | --- | - |
| 1                           | Уругвай   | C  | 4 | 4 | 0 | 0 | 15 | 3  | +12 | 8 |
| 2                           | Аргентина | A  | 5 | 4 | 0 | 1 | 18 | 9  | +9  | 8 |
| 3                           | США.      | D  | 3 | 2 | 0 | 1 | 7  | 6  | +1  | 4 |
| 4                           | Югославия | B  | 3 | 2 | 0 | 1 | 7  | 7  | 0   | 4 |
| Вылетели на групповом этапе |           |    |   |   |   |   |    |    |     |   |
| 5                           | Чили      | A  | 3 | 2 | 0 | 1 | 5  | 3  | +2  | 4 |
| 6                           | Бразилия  | B  | 2 | 1 | 0 | 1 | 5  | 2  | +3  | 2 |
| 7                           | Франция   | A  | 3 | 1 | 0 | 2 | 4  | 3  | +1  | 2 |
| 8                           | Румыния   | C  | 2 | 1 | 0 | 1 | 3  | 5  | −2  | 2 |
| 9                           | Парагвай  | D  | 2 | 1 | 0 | 1 | 1  | 3  | −2  | 2 |
| 10                          | Перу      | C  | 2 | 0 | 0 | 2 | 1  | 4  | −3  | 0 |
| 11                          | Бельгия   | D  | 2 | 0 | 0 | 2 | 0  | 4  | −4  | 0 |
| 12                          | Боливия   | B  | 2 | 0 | 0 | 2 | 0  | 8  | −8  | 0 |
| 13                          | Мексика   | A  | 3 | 0 | 0 | 3 | 4  | 13 | −9  | 0 |

### После турнира
Франция, Югославия и США приняли участие в товарищеских встречах в Южной Америке, прошедших после турнира. Бразилия сыграла с Францией 1 августа, с Югославией — 10 августа, а с США — 17 августа. Аргентина же приняла Югославию 3 августа.
Перед вторым чемпионатом мира, прошедшим в Италии четыре года спустя, прошёл первый в истории турнира отборочный цикл, поскольку сборных, выразивших желание участвовать на турнире (32), было в два раза больше, чем ФИФА планировала (16). Однако лишь восемь из тринадцати сборных, принявших участие на турнире 1930 года, согласились участвовать в отборе. Уругвай возмутился тем, что европейские сборные (в том числе и хозяева следующего турнира, итальянцы) проигнорировали чемпионат мира 1930 года, и отказался участвовать в следующем турнире — это первый и единственный на текущий момент случай, когда действующий обладатель титула не попал на следующий турнир и отказался защищать титул. К бойкоту турнира присоединились Боливия и Парагвай. Затем с отборочного турнира снялись сборные Чили и Перу, что, впрочем, позволило сборным Аргентины и Бразилии квалифицироваться на турнир без прохождения отбора. Сборные Мексики и Югославии не прошли отбор, поэтому на турнир 1934 года квалифицировалось лишь шесть сборных-участниц чемпионата мира 1930 года: Аргентина, Бельгия, Бразилия, Румыния, США и Франция. На турнире все эти сборные вылетели уже в первом раунде, что не помешало аргентинцу Луису Монти стать первым в истории чемпионатов мира финалистом двух турниров — он принял итальянское гражданство и в 1934 году сыграл за сборную Италии, которая стала на том турнире чемпионом мира.

### Последние жившие участники этого турнира
Последним игроком из основного состава сборной Уругвая 1930 года был Эрнесто Маскерони, умерший 3 июля 1984 года в возрасте 76 лет. Его пережил запасной защитник Эмилио Рекоба, умерший 12 сентября 1992 года (в возрасте 87 лет), но так и не сыгравший ни одного матча на турнире. Последним игроком, оставшимся в живых, был Франсиско Варальо, умерший 30 августа 2010 года (в возрасте 100 лет) — ровно через 80 лет и 1 месяц после окончания турнира.